# Scleropogon haigi
Scleropogon haigi är en tvåvingeart som beskrevs av Wilcox 1971. Scleropogon haigi ingår i släktet Scleropogon och familjen rovflugor. Inga underarter finns listade i Catalogue of Life.